# Чемпионат мира по фехтованию 1967
Чемпионат мира по фехтованию 1967 года проходил с 5 по 16 июля в Монреале (Канада). Среди мужчин соревнования проходили в личном и командном зачёте по фехтованию на саблях, рапирах и шпагах, среди женщин — только первенство на рапирах в личном и командном зачёте.

## Общий медальный зачёт
| Место | Страна  | Золото | Серебро | Бронза | Всего |
| ----- | ------- | ------ | ------- | ------ | ----- |
| 1     | СССР    | 6      | 3       | 0      | 9     |
| 2     | Венгрия | 1      | 2       | 3      | 6     |
| 3     | Румыния | 1      | 0       | 1      | 2     |
| 4     | Франция | 0      | 1       | 2      | 3     |
| 5     | Польша  | 0      | 1       | 1      | 2     |
| 6     | Италия  | 0      | 1       | 0      | 1     |
| 7     | Австрия | 0      | 0       | 1      | 1     |

## Медалисты

### Мужчины
| Дисциплина                  | Золото                                                                                             | Серебро                                                                              | Бронза                                                                                    |
| --------------------------- | -------------------------------------------------------------------------------------------------- | ------------------------------------------------------------------------------------ | ----------------------------------------------------------------------------------------- |
| Шпага Личное первенство     | Алексей Никанчиков                                                                                 | Григорий Крисс                                                                       | Рудольф Трост                                                                             |
| Шпага Командное первенство  | СССР · Виктор Модзолевский · Игорь Витебский · Гурам Костава · Григорий Крисс · Алексей Никанчиков | Франция · Ив Буасье · Жак Броден · Клод Буркар · Ив Дрейфус · Жан-Пьер Аллеман       | Венгрия · Паль Надь · Чаба Феньвеши · Дьёзё Кульчар · Золтан Немере · Паль Шмитт          |
| Рапира Личное первенство    | Виктор Путятин                                                                                     | Йенё Камути                                                                          | Бернар Тальвар                                                                            |
| Рапира Командное первенство | Румыния · Йонел Дрымбэ · Михай Циу · Тэнасе Мурешану · Илиу Фалб · Штефан Арделяну                 | СССР · Марк Мидлер · Герман Свешников · Юрий Шаров · Виктор Путятин · Леонид Романов | Польша · Витольд Войда · Эгон Франке · Януш Ружицкий · Адам Лисевский · Рышард Парульский |
| Сабля Личное первенство     | Марк Ракита                                                                                        | Ежи Павловский                                                                       | Тибор Пежа                                                                                |
| Сабля Командное первенство  | СССР · Умяр Мавлиханов · Марк Ракита · Владимир Назлымов · Борис Мельников · Эдуард Винокуров      | Венгрия · Петер Баконьи · Тибор Пежа · Тамаш Ковач · Аттила Ковач · Миклош Месена    | Франция · Клод Арабо · Серж Парицца · Жан Рамез · Марсель Парен · Бернар Валле            |

### Женщины
| Дисциплина                  | Золото                                                                                             | Серебро | Бронза                                                                                      |
| --------------------------- | -------------------------------------------------------------------------------------------------- | --- | ------------------------------------------------------------------------------------------- |
| Рапира Личное первенство    | Александра Забелина                                                                                | Антонелла Раньо                                                                                               | Ильдико Фаркашински-Бобиш                                                                   |
| Рапира Командное первенство | Венгрия · Ильдико Фаркашински-Бобиш · Мария Гулачи · Каталин Юхас · Ильдико Рейтё · Лидия Дёмёльки | СССР · Галина Горохова · Валентина Растворова · Александра Забелина · Надежда Кондратьева · Татьяна Самусенко | Румыния · Иляна Дрымбэ · Ана Эне · Экатерина Шталь-Енчик · Марина Станка · Ольга Орбан-Сабо |